# Iveta Knížková
Iveta Knížková (Karlovy Vary, 3 marzo 1967) è un'ex biatleta ceca.
Fino alla dissoluzione della Cecoslovacchia (1993) gareggiò per la nazionale cecoslovacca; dopo il matrimonio gareggiò come Iveta Roubíčková.

## Biografia
In Coppa del Mondo ottenne il primo risultato di rilievo il 17 dicembre 1992 a Pokljuka (42ª) e il miglior piazzamento il 6 marzo 1993 a Lillehammer (4ª).
In carriera prese parte a due edizioni dei Giochi olimpici invernali, Albertville 1992 (41ª nella sprint) e Lillehammer 1994 (34ª nella sprint, 34ª nell'individuale, 7ª nella staffetta) e a una dei Mondiali, vincendo una medaglia.

## Palmarès

### Mondiali
- 1 medaglia:
  - 1 oro (staffetta[2] a Borovec 1993)

### Coppa del Mondo
- Miglior piazzamento in classifica generale: 21ª nel 1993